# Chokenahalli, Channarayapatna
Chokenahalli là một làng thuộc tehsil Channarayapatna, huyện Hassan, bang Karnataka, Ấn Độ.